# Oddur Gottskálksson
Oddur Gottskálksson (1514 - 1556) foi um tradutor e escritor, produzindo o primeiro livro impresso em islandês, o Novo Testamento. Sua tradução foi baseada em parte de uma tradução mais antiga de Jón Arason, e impressa na cidade de Roskilde, Dinamarca em 1540.
A tradução de Oddur do Novo Testamento foi publicada com a aprovação do Rei Cristiano III e da Igreja da Dinamarca em 1540. Com esta publicação, Oddur fez o status da língua islandesa, como uma língua separada do dinamarquês, ser reconhecida dentro da Igreja dinamarquesa, sendo de grande importância para a história da língua islandesa no século XIV e posteriormente.
Em 1554, Oddur foi eleito jurista (lögmaður) para o norte e oeste da Islândia, servindo até sua morte em 1556. Oddur se afogou ao cruzar o rio Laxá í Kjós.